# 独立报 (俄罗斯)
独立报（俄語：Независимая газета），创刊于1990年，是俄罗斯的一份日报。创刊初期，该报以独立的报道受到欢迎，苏联解体后日渐式微。1995年，鲍里斯·阿布拉莫维奇·别列佐夫斯基接手该报，2005年再出售给康斯坦丁·列姆丘科夫。该报对俄罗斯政府持温和批评态度。

## 历史和简介
1990年8月，莫斯科市苏维埃成立代表首都莫斯科知识分子观点的《独立报》，随后在苏联国家新闻委员会登记注册，同年12月21日首次出版，该报迅速成为后苏联时代早期最重要的日报之一。这一时期，该报以其独立于政府和反对派的客观报道而受欢迎，并拒绝接受国家对报纸的财政支持，发行量一度达24万份。八一九事件期间，该报记者在报纸被禁的情况下于国家紧急状态委员会新闻发布会现场向時任苏联副总统、「代總統」根纳季·亚纳耶夫询问“是否发动政变”，成为第一个指称发生政变的媒体。
苏联解体后，由于财政紧张、俄语媒体竞争激烈等，《独立报》发行量骤降至近6万份；1995年，《独立报》在因财政问题休刊4个月后由别列佐夫斯基接手，成为其媒体集团的一部分。2005年，该报易手时任俄罗斯经济发展部部长格尔曼·格列夫的助理康斯坦丁·列姆丘科夫。
2007年，康斯坦丁·列姆丘科夫接任《独立报》总编辑，政治取态转向温和批评；例如，它批评克里姆林宫加强对中央选举委员会和俄罗斯科学院的控制，并在2014年公开批评俄罗斯吞并克里米亚。